# The Visit (musical)
The Visit és un musical amb un llibret de Terrence McNally, lletres de Fred Ebb i música de John Kander.
Basada en l'obra satírica de Friedrich Dürrenmatt de 1956 sobre la cobdícia i la venjança Der Besuch der alten Dame, se centra en la dona més rica del món, Claire Zachanassian, que torna a la seva ciutat natal, deprimida econòmicament, i ofereix als seus residents un nou contracte de vida a canvi del assassinat d'Anton Schell, l'home que la va abandonar fa anys.

## Fons
L'adaptació musical de The Visit es va desenvolupar originalment com a vehicle per a Angela Lansbury i estava programada per a una estrena a Broadway el 15 de març de 2001. S'havia programat per a una prova a Boston del desembre del 2000 al gener del 2001. Frank Galati era el director amb Ann Reinking com a coreògrafa i coprotagonitzada per Philip Bosco. No obstant això, el juliol de 2000 Lansbury es va retirar a causa de la malaltia i la mort posterior del seu marit.

## Historial de producció

### Chicago, 2001
Chita Rivera va signar per substituir Lansbury i el musical, dirigit per Frank Galati i coreografiat per Ann Reinking , va ser posat en escena amb Rivera i John McMartin al Goodman Theatre de Chicago, estrenant-se l'1 d'octubre de 2001. Galati va dir que a causa de els atemptats de l'11 de setembre de 2001 l'espectacle no es va traslladar a Broadway: "En general va ser un èxit, però no vam poder aconseguir que ningú de Nova York o Califòrnia el veiés. La gent no volia". En aquell clima, diu, "tota la idea de moure una paràbola molt fosca sobre la cobdícia humana, el costat fosc de la naturalesa humana", era difícil. Reinking va dir: "Quan realment podies viatjar i la gent tornava a sentir-se segura, la nostra carrera havia acabat"." Les produccions de teatre regional es van considerar com una alternativa, mentre que McNally va reescriure el llibre. Aleshores, a finals de 2003, The Public Theatre va anunciar que muntaria una producció a l'off-Broadway amb Rivera i Frank Langella a principis de l'any següent, però també es va cancel·lar quan el finançament va caure.

### Signature Theatre, 2008
La producció de The Visit del Signature Theatre d'Arlington, Virgínia, va començar les prèvies el 13 de maig de 2008, es va estrenar oficialment el 27 de maig i va durar fins al 22 de juny. Amb la direcció de Frank Galati i la coreografia d'Ann Reinking, Rivera va tornar a estar al capdavant, amb els coprotagonistes George Hearn i Mark Jacoby. Abans d'aquesta producció, es va fer una lectura tancada el 19 de febrer de 2008, amb, entre d'altres, Jayne Houdyshell, Florence Lacey i Jason Danieley, unint-se a Rivera, Hearn i Mark Jacoby.

### Concert, a Broadway, 2011
El 30 de novembre de 2011, Rivera i John Cullum, dirigida per Carl Andress, van protagonitzar un concert escènic a l'Ambassador Theatre, presentat per The Actors Fund i The Vineyard Theatre.

### Festival de teatre de Williamstown, 2014
Una versió en un acte va aparèixer al Festival de Teatre de Williamstown , (Massachusetts) del 31 de juliol de 2014 al 17 d'agost. El repartiment va comptar amb Chita Rivera, Jason Danieley, Judy Kuhn, Roger Rees, Diana DiMarzio, David Garrison, Michelle Veintimilla i Rick Holmes, amb direcció de John Doyle i coreografia de Graciela Daniele. La direcció musical va ser a càrrec de David Loud, que ha exercit com a director musical per a cada encarnació de l'espectacle.

### Broadway, 2015
La versió "en un acte" de The Visit que es va presentar al Williamstown Theatre Festival va començar les prèvies a Broadway el 26 de març de 2015 i es va estrenar a Broadway al Lyceum Theatre el 23 d'abril de 2015. La van protagonitzar Chita Rivera i Roger Rees, en la seva darrera actuació, amb direcció de John Doyle i coreografia de Graciela Daniele. La producció es va tancar el 14 de juny de 2015. Tom Nelis va assumir el paper d'Anton quan Rees va emmalaltir

## Sinopsi
Acte I
Els vilatans de Brachen estan esperant la visita de la seva Claire Wascher, ara Claire Zachanassian, vídua més rica del món. Ha estat absent tota la vida, durant la qual el poble ha caigut en la ruïna. Abans d ela seva visita, Anton Shell, abans un pròsper botiguer, es recorda a si mateix amb Claire com a joves amants ("Prelude"). El batlle i el mestre han preparat una benvinguda especial per a la seva distingida visitant ("Out of the Darkness"). Tot Brachen es meravella de la presència glamourosa de la seva enjoiada visitant ("At last"). Claire explica el motiu pel qual va marxar ("I Walk Away"). La seva càlida salutació a Anton fa que el Batlle se n'adoni que Anton és la clau per demanar Claire que els lliuri de la seva misèria. Anton està segur que podrà ("I Know Claire").
Se'n va per trobar-se amb la Claire i el seu antic lloc de trobada, Konrad's Village Wood, mentre els altres s'alegren per la seva bona sort. Només el mestre de l'escola té pressentiments sobre la seva visita ("A Happy Ending"). Sols al bosc, els dos vells amants i el seu jo més jove recorden ("You,You,You"). Anton està convençut que ella serà la seva salvació ("I Must Have Been Something"). Tothom es prepara per al banquet de gala d'aquell vespre a l'hotel Golden Apostle en honor de Claire ("Look at Me"). L'alcalde i els ciutadans expliquen a Claire el seu inexplicable declivi de la prosperitat a la fallida total ("A Masque"). A continuació, la Claire explica la seva versió dels esdeveniments, que difereix considerablement de la seva ("Eunuch's Testimony"). A canvi de rescatar-los de la calamitat financera, ella demana per la vida d'Anton Shell ("Hivern"). L'alcalde expressa indignació però s'han plantat les llavors ("Yellow Shoes").
Acte II
La Claire revela que va ser ella mateixa qui va destruir l'economia que abans en auge de Brachen ("A Confession"). És decidida en els seus termes: la mort d'Anton. El seguici de la Claire, el seu majordom i dos eunucs, li juren lleialtat eterna ("I Would Never Leave You"). Sol a les golfes de sobre de la seva botiga, Anton lluita amb les seves pors ("Back and Forth"). El mestre de l'escola visita l'Anton i li explica com el poble s'està tornant contra ell ("The Only One"). Anton lluita amb la seva consciència ("Fear"). Abraçant el seu destí i en pau amb ell mateix, convida la família a conduir amb el nou automòbil del seu fill, comprat, com tota la resta de Brachen ara, a crèdit ("A Car Ride"). Saber que l'Anton s'unirà a ella al seu antic lloc de prova, La Claire reflexiona sobre els incidents que l'han portat a aquest moment de la seva vida (Love and Love Alone). Els amants es reuneixen per última vegada per parlar de tot el seu passat, inclòs un nen que va morir, abans de la reunió de la ciutat que decidirà el destí d'Anton ("In the Forest Again"). Acabada la visita, la Claire li diu al seu majordom: "Rudi, fes les maletes. Anem a Capri" ("Finale")".

## Llista de cançons
De la producció de teatre d'autors del 2008
| Act I - "Out of the Darkness" — Townspeople - "At Last" — Claire, Townspeople - "I Walk Away" — Claire, Entourage - "I Know Claire" — Anton - "A Happy Ending" — Mayor, Policeman, Doctor, Priest, Schoolmaster, Townspeople - "You, You, You" — Anton, Claire - "I Must Have Been Something" — Anton - "Look at Me" — Anton, Claire, Entourage, Eunuchs, Rudi, Young Anton, Young Claire, Family - "A Masque" — Mayor, Townspeople - "Testimony" — Louis, Jacob - "Winter" — Claire - "Yellow Shoes" — Townspeople | Act II - "Chorale" — Townspeople - "A Confession" — Claire, Entourage - "I Would Never Leave You" — Entourage, Claire - "The One-Legged Tango" — Entourage, Claire - "Back and Forth" — Matilda, Ottillie, Karl - "The Only One" — Schoolmaster - "Fear" — Anton - "A Car Ride" — Anton, Matilda, Ottillie, Karl - "Winter (reprise)" — Young Anton - "Love and Love Alone" — Claire - "In the Forest Again" — Anton, Claire - "Finale" — Townspeople |

¡¡De la producció de Broadway One Act 2015¡¡
| - "Prelude" - "Out of the Darkness" — Townspeople - "At Last" — Claire, Townspeople - "I Walk Away" — Claire, Louis Perch, Jacob Chicken, Rudi - "I Know Claire" — Anton - "A Happy Ending" — Mayor, Priest, Doctor, Police Chief, School Master, Townspeople - "You, You, You" — Anton, Claire - "I Must Have Been Something" — Anton - "Look at Me" — Claire, Anton, Young Claire, Young Anton - "A Masque" — Mayor, Townspeople - "Eunuch's Testimony" — Jacob Chicken, Louis Perch - "Winter" — Claire - "Yellow Shoes" — Doctor, Townspeople - "A Confession" — Claire, All - "I Would Never Leave You" — Rudi, Louis Perch, Jacob Chicken, Claire - "Back and Forth" — Matilda, Ottillie, Karl - "The Only One" — Frederich Kuhn - "Fear" — Anton - "A Car Ride" — Anton, Matilda, Karl, Ottillie, Young Anton, Young Claire - "Love and Love Alone" — Claire - "In the Forest Again" — Anton, Claire, Young Anton, Young Claire - "Finale" — Townspeople |

## Reacció crítica
En revisar la producció de Signature Theatre, el crític de teatre Peter Marks de The Washington Post va escriure que és un "musical admirable, si no acceptable de manera consistent", i que "sembla una cosa menys electrificant amb l'addició de cançons i dansa. Fa de vegades per a un espectacle d'art discordant, com en les esgarrifoses contribucions dels eunucs de Claire, que s'harmonitzen en falset. No obstant això, aquí també hi ha una bona artesania, cortesia del director Frank Galati (Ragtime ) i un equip de disseny que evoca amb experiència un lacònic regne físic brechtià ..." La partitura és "... una xarxa melòdicament cohesionada de valsos i números corals d'Europa mitjana que s'ajusten als fils cínics de la història i a la formalitat de la societat suïssa".
Paul Harris, en una ressenya per a Variety, va escriure: "La polida producció de Signature ofereix molt d'admirar, començant per una gran quantitat de melodies agradables i lletres intel·ligents de K&E... La radiant [Chita] Rivera ofereix una actuació elegant com la distante Claire, una dona amb ganes de menysprear tots els que coneix, evitant amb cautela el remordiment per la trama bruta contra el seu únic amor veritable. S'encarrega de les tasques de cançons i balls amb el mateix aplomb... [George] Hearn és igual de creïble... No tot funciona. Problemes els espots inclouen un número d'acte 1 massa artificiós en què la gent del poble demana l'ajuda de Claire... Però en la seva reencarnació, hi ha prou vitalitat, intriga i música entretinguda per fer una "Visita" molt satisfactòria.

## Premis i nominacions

### Producció original de Broadway
| Any  | Premi                      | Categoria                             | Nominat                              | Resultat  |
| ---- | -------------------------- | ------------------------------------- | ------------------------------------ | --------- |
| 2015 | Premis Tony                | Millor musical                        | Millor musical                       | Nominat   |
| 2015 | Premis Tony                | Millor llibret                        | Terrence McNally                     | Nominat   |
| 2015 | Premis Tony                | Millor banda sonora                   | John Kander i Fred Ebb               | Nominat   |
| 2015 | Premis Tony                | Millor actriu protagonista de musical | Chita Rivera                         | Nominat   |
| 2015 | Premis Tony                | Millor il·luminació a un musical      | Japhy Weideman                       | Nominat   |
| 2015 | Premi Drama Desk           | Musical més destacat                  | Musical més destacat                 | Nominat   |
| 2015 | Premi Drama Desk           | Llibret de musical més destacat       | Terrence McNally                     | Nominat   |
| 2015 | Premi Drama Desk           | Actriu més destacada en un musical    | Chita Rivera                         | Nominat   |
| 2015 | Premi Drama Desk           | Director de musical més destacat      | John Doyle                           | Nominat   |
| 2015 | Premi Drama Desk           | Lletres més destacades                | Fred Ebb                             | Nominat   |
| 2015 | Premi Drama Desk           | Música més destacada                  | John Kander                          | Nominat   |
| 2015 | Premi Drama Desk           | Escenografia més destacada            | Scott Pask                           | Nominat   |
| 2015 | Premi Outer Critics Circle | Musical nou de Broadway més destacat  | Musical nou de Broadway més destacat | Nominat   |
| 2015 | Premi Outer Critics Circle | Llibret de musical més destacat       | Terrence McNally                     | Nominat   |
| 2015 | Premi Outer Critics Circle | Banda Sonora nova més destacada       | John Kander i Fred Ebb               | Nominat   |
| 2015 | Premi Outer Critics Circle | Actriu més destacada                  | Chita Rivera                         | Nominat   |
| 2015 | Premi Outer Critics Circle | Il·luminació més destacada            | Japhy Weideman                       | Nominat   |
| 2015 | Premi Drama League         | Producció de musical distingida       | Producció de musical distingida      | Nominat   |
| 2015 | Premi Drama League         | Actuació distingida                   | Roger Rees                           | Nominat   |
| 2015 | Premi Drama League         | Actuació distingida                   | Chita Rivera                         | Guanyador |

## Enllaços extens
- The Visit a l'Internet Broadway Database
- Interview with Terrence McNally, Playbill, 29 August 2005
- The Visit a YouTube - Actuació als Premis Tony 2015